# Eldin Burton
Eldin Burton   (Fitzgerald, 26 d'octubre de 1913 - Sarasota, 18 de març de 1981) Thomas Eldin Burton va ser un compositor i pianista nord-americà.

## Biografia
Després d'assistir a la "Fitzgerald High School", Eldin Burton va estudiar al Conservatori de Música d'Atlanta, es va graduar en piano i composició el 1938. Va treballar com a concertista de piano a Atlanta fins al 1943 i també va exercir com a director del "Georgia Conservatory and Music Center" a Atlanta des de 1940, fins al 1941. De 1943 a 1946 va completar estudis de postgrau a la Juilliard School de Nova York amb Bernard Wagenaar (composició) i George Favoriten (piano). El 1949 va debutar com a pianista al Carnegie Hall.
El 1948, Burton va guanyar el "First New York Flute Club Composition Competition" de més de 100 obres amb la seva Sonatina per a flauta i piano. Guanyar el premi va significar que fos imprès per l'editorial Carl Fischer. La Sonatina, va ser estrenada l'any 1949, es va consolidar especialment en el repertori flautista nord-americà, com ho demostren diversos enregistraments.
Eldin Burton després aparentment només va compondre molt poc i es va concentrar en una carrera amb l'editor musical G. Schirmer. Jubilat es va traslladar a Florida, on va morir el 1981. A més de la Sonatina per a flauta i piano, la seva obra inclou una Sonatina per a violí i piano, un quintet de piano i un concert per a flauta (1964).